# 亚内·于林
亚内·于林（瑞典語：Jane Gylling，1902年4月6日—1961年3月10日），瑞典女子游泳运动员，主攻自由泳。她曾代表瑞典参加1920年和1924年夏季奥林匹克运动会游泳比赛，其中1920年奥运会获得一枚铜牌。